# Zeche Emil-Emscher
Die Zeche Emil-Emscher war ein Steinkohlen-Bergwerk in Essen.

## Geschichte

### 1872–1903
Der Kölner Bergwerks-Verein hatte 1847 zunächst die in Altenessen liegende Zeche Anna erworben und ausgebaut. im Anschluss wurde ab den 1860er Jahren der Felderbesitz dieser Zeche fortwährend nach Norden erweitert. Schließlich umfasste der Besitz Grubenfelder bis zur Emscher und erstreckte sich unter den Ortsteilen Altenessen und Vogelheim. Nachdem zunächst der Bau von Anschlussanlagen für die Zeche Anna geplant war, wurde später beschlossen, das Grubenfeld durch eigenständige Förderschachtanlagen aufzuschließen.
1872 wurde die Gewerkschaft Emscher gegründet. Diese begann 1873 mit dem Abteufen des Schachtes Emscher 1 in der Emscheraue nördlich von Vogelheim. Der Schacht ging 1877 in Betrieb. Er wurde als erster Grubenbetrieb im Ruhrbergbau komplett mit feuersicheren Gebäuden ausgestattet und erhielt ein eisernes Fördergerüst.
Die Zeche entwickelte sich zunächst sehr vielversprechend, auch aufgrund der hochwertigen Kokskohle, die gefördert wurde. So konnte die wirtschaftlich nicht unproblematische Zeit der Folgejahre relativ einfach überstanden werden. 1888 bis 1892 wurde neben Schacht Emscher 1 der Schacht Emscher 2 niedergebracht. Nach dessen Fertigstellung übernahm dieser die hauptsächlichen Förderaufgaben für die Schachtanlage Emscher.
Nach wie vor wurde auch geplant, die weiter östlich liegenden Feldesteile abbautechnisch zu erschließen. Nachdem zunächst nur Wetterschachtanlagen geplant waren, wurde 1900 beschlossen, an der Gladbecker Straße (B224) eine neue zentrale Förderanlage mit zwei Schächten entstehen zu lassen. Es wurde ein großflächiger Ausbau geplant. Beide Schächte sollten mit Doppelstrebengerüsten ausgestattet werden, und auf lange Frist die Förderung der umliegenden Zechen des Kölner Bergwerks-Vereins zusammenfassen.

### 1903–1945
1903 wurde mit dem Abteufen dieser Doppelschachtanlage begonnen. Sie erhielt zu Ehren des damaligen Generaldirektors des Kölner Bergwerks-Vereins, Emil Krabler, den Namen Schachtanlage Emil 1/2.
Die Abteufarbeiten dauerten bis 1905. Als Förderanlage wurde nur über Schacht Emil 1 das Doppelstrebengerüst errichtet. Schacht 2 erhielt ein zweigeschossiges Gerüst als quasi „halbierte“ Version des Gerüstes von Schacht 1, um später eventuell aufgestockt zu werden. Ferner wurde eine Zentralkokerei auf Schacht Emil 1/2 in Betrieb genommen.
Ab 1906 wurde auch auf Schacht Emscher 1/2 eine Kokerei betrieben. Die Betriebsgesellschaft benannte sich von nun an in Zeche Emil-Emscher um.
Ab 1911 wurde der Zusammenschluss des Kölner Bergwerks-Vereins mit dem Bergbauverein Neu-Essen vorangetrieben. Zum Stichtag 1. Januar 1912 erfolgte diese Zusammenfassung zum Köln-Neu-Essener Bergwerksverein. Im Rahmen dieser Fusion wurden die Förderanlagen im Westbereich zusammengefasst. Die Zeche Anna wurde aus der Förderung genommen, und als Anschlussanlage an die Förderschachtanlage Emil 1/2 angeschlossen.
Die Förderung von Emil 1/2 und Emscher 1/2 erreichte während des Ersten Weltkrieges den Wert von 1,2 Millionen t Fett- und Gaskohle.
Ab 1921 bestand ein Interessenvertrag zwischen dem Köln-Neu-Essener Bergwerksverein und der Hoesch AG. 1930 erfolgte die endgültige Fusion des Unternehmens mit der Hoesch AG.
Die eingehenden Schachtanlagen im nördlichen Essener Raum wurden nach und nach zusammengefasst. Die Zeche Emil-Emscher nebst Schacht Anna 1/2 wurde mit der bis dahin selbständigen Zeche Carl verbunden. Die Förderung auf Carl 1/2 wurde eingestellt und auf Emil 1/2 zusammengefasst. Die Kokereien Schacht Emscher 1/2 und Schacht Anna 1/2 wurden außer Betrieb genommen. An ihrer statt wurde auf Emil 1/2 ein Neubau einer Zentralkokerei vorgenommen.
Ab 1935 wurde die Förderung Emil-Emscher auf Schacht Emil 1/2 beschränkt; die Schächte Emscher dienten fortan als Seilfahrt-, Material- und Wetterschächte. Ebenso wurde auf der Zeche Fritz-Heinrich die Förderung auf Fritz 1/2 zusammengefasst.
Im Zweiten Weltkrieg wurden die Schachtanlagen Emil und Emscher stark beschädigt. Durch das benachbart liegende Betriebsgebäude der Altenberger AG für Zinkherstellung wurde insbesondere die Zeche Emscher bei Bombenangriffen verstärkt in Mitleidenschaft gezogen.

### 1945–1965
Nach erfolgtem Wiederaufbau erreichte die Zeche Emil-Emscher im Jahre 1951 bereits wieder die Förderung von 1 Mio. t Kohle jährlich.
Im Rahmen der Entflechtung des Hoesch-Konzerns wurde 1952 die Altenessener Bergwerks AG gegründet, welche die gesamten Bergbauunternehmen der Hoesch AG in sich aufnahm. Ab 1956 erwarb die Hoesch AG wiederum die Aktienmehrheit an diesem Unternehmen, führte diese aber unter dem neuen Namen weiter.
Ab 1958 wurden Pläne zur endgültigen Zusammenfassung der Zechen Emil-Emscher und Fritz-Heinrich beschlossen. Auf Fritz 1/2 wurde ein neuer Zentralförderschacht abgeteuft.
Bereits vorhandene Verbindungsstrecken wurden zu Förderverbundstrecken ausgebaut.
1965 erfolgte die endgültige Zusammenfassung beider Zechen als Verbundbergwerk Emil-Fritz. Die Förderung wurde auf den neuen Schacht Hansen auf Fritz 1/2 konzentriert. Schacht Emil 1 blieb ebenfalls als Förderschacht bestehen, auch wegen der dort weiterbetriebenen Zentralkokerei.

## Heutiger Zustand
Nach Stilllegung des Verbundbergwerks 1973 sind die Schächte verfüllt und die Tagesanlagen komplett abgebrochen. Das Gelände Emil 1/2 wurde von der Ruhrkohle AG als zentrales Kohlenlager genutzt und soll jetzt gewerblicher Nutzung zugeführt werden.
Das Gelände Emscher 1/2 war ebenfalls komplett abgeräumt worden und beherbergt jetzt Kleinbetriebe.